# Love Affair (1932)
Love Affair, Untertitel Youth’s Cry of Freedom, (übersetzt Liebesaffäre – Der Schrei der Jugend nach Freiheit) ist eine US-amerikanische Liebesromanze von 1932 unter der Regie von Thornton Freeland, dessen Hauptrollen mit  Dorothy Mackaill und Humphrey Bogart besetzt sind. Das Drehbuch von Jo Sterling basiert auf einer Geschichte von Ursula Parrott, seinerzeit veröffentlicht im August 1930 im Magazin College Humor.
Eines der damaligen Filmplakate warb für den Film mit dem Satz: „Youths Cry of Freedom“ (Der Schrei der Jugend nach Freiheit). Auf einem anderen Filmplakat war zu lesen: Sie ist jemand, der den Nervenkitzel braucht, und hat eine Vorliebe für aufregenden Zeitvertreib und pikante Indiskretionen! Reich, verwöhnt und frei, um ihre wilde Lust zu frönen, setzte sie das Tempo für ihre schnellen, ihrer Jugend geschuldeten Aktionen. Und dann kam ihr letzter Nervenkitzel – die Liebe zu einem Mann, den sie nicht heiraten konnte – Love Affair! Eine wahnsinnig galante Geschichte von Liebe mit Nervenkitzel! Die Jugend spielt mit der Versuchung und zahlt den Preis für Herzensangelegenheiten!

## Handlung
Carol Owens ist jung und wohlhabend und liebt das Abenteuer. Zwar machen ihr die Flugstunden, die sie bei dem schneidigen Luftfahrtingenieur und Testpiloten Jim Leonard nimmt, Vergnügen, seine rasanten Flugmanöver bereiten ihr jedoch trotzdem ein gewisses Unbehagen. Um es ihm zu zeigen, lädt sie Jim zu einer wilden Autofahrt mit hoher Geschwindigkeit ein. Dabei kommen beide sich näher und werden wenig später ein Paar. Jim entwickelt gerade einen neuen, wie er Carol gegenüber äußert, revolutionären Flugzeugmotor, eine Weiterentwicklung scheitert jedoch immer wieder an der Finanzierung, die er allein nicht aufbringen kann, und an fehlenden Investoren. Um Jim zu helfen, bittet Carol ihren Geschäftsleiter Bruce Hardy, der sich schon vor dem Tod ihres Vaters und besonders danach um die Finanzen der Familie gekümmert hat, Jim finanzielle Unterstützung zukommen zu lassen. Carol weiß nicht, dass Hardy ein Verhältnis mit der aufstrebenden Schauspielerin Linda Lee hat, die er in einer schicken Wohnung untergebracht hat. Linda wiederum ist in den Broadway-Produzenten Georgie Keeler verliebt, ohne dass Bruce davon weiß. Er weiß auch nicht, dass sie Keeler alles Geld gibt, das Hardy ihr zukommen lässt. Auch weiß Hardy nicht, dass Linda Jims Schwester ist und Jim wiederum weiß nicht, dass seine Schwester ein falsches Spiel spielt.
Als Jim Carol einen Heiratsantrag macht, lehnt sie diesen ab, da sie glaubt, dass sie ihn zu sehr von seiner Arbeit ablenkt. Als Hardy Carol dann erzählt, dass sie seit einem Jahr pleite sei und er alle ihre Rechnungen bezahle, glaubt sie, ihm etwas schuldig zu sein und willigt ein, ihn zu heiraten, zumal er ihr in der Vergangenheit immer wieder einen Antrag gemacht hatte. Als Jim von der Verlobung beider erfährt, lehnt er wütend jede weitere finanzielle Unterstützung durch Hardy ab. Linda allerdings, die nun keine Zuwendungen mehr von Hardy bekommt, erzählt ihrem Bruder, dass Hardy sie unter falschen Versprechungen verführt habe. Jim stellt Hardy und Carol daraufhin zur Rede, wobei alle Beteiligten die Wahrheit erfahren. Während Jim mehr als desillusioniert ist, ist Carol so geschockt und nahezu untröstlich, dass sie beschließt, sich mit Leonards Flugzeug allein in die Luft zu begeben, in dem Wissen, dass sie das nicht überleben wird. Als Leonard das herausfindet, kommt er gerade noch hinzu, als das Flugzeug kurz vor dem Abheben ist, krabbelt dessen Rumpf entlang und erreicht das Cockpit, um das Steuer zu übernehmen und Carol so zu retten. Die beiden sprechen sich aus und sind sich sicher, nicht mehr ohne den jeweils anderen sein zu wollen. 

## Produktion

### Produktionsnotizen, Hintergrund
Es handelt sich um einen Film von Columbia Pictures, Bogarts erste Arbeit für das Studio nach seinem Wechsel von Fox Corporation. Die Hauptdreharbeiten fanden vom 22. Dezember 1931 bis zum 15. Januar 1932 statt. Als Love Affair gedreht wurde, wurde der Production Code noch nicht streng durchgesetzt, sodass der Film eine lockere Einstellung zu romantischen und sexuellen Beziehungen widerspiegelt, wenn auch im Vergleich zu gewagteren Filmen eher harmlos. Das Hays Office soll zwar gedrängt haben, Aufnahmen von Carol Owens aus dem Film zu entfernen, die sie am Morgen danach weinend zeigen, nachdem sie mit Jim Leonard geschlafen hat, um nicht diese Tatsache noch zu betonen. Die Szene blieb jedoch im Film. Das Hays Office war auch gegen die Darstellung von Georgie Keeler als „Zuhälter“, der Linda Lee zu einer sexuellen Affäre mit Bruce Hardy gedrängt habe, damit sie mit dessen Geld Keelers Theaterkarriere habe unterstützen können. Man bestand darauf, dass Hardy Linda Lee schon früh im Film einen Heiratsantrag macht.
Als Humphrey Bogart Love Affair drehte, dauerte es noch einige Jahre bis zum Ruhm. Seine bisherigen Filme stufte Bogart als unbefriedigend ein. Vom vertrauten Terrain der New Yorker Bühne kehrte er für diesen Film nach Hollywood zurück. Columbia bot ihm einen Sechsmonatsvertrag an. Love Affair machte Bogart zwar nicht zum Star, aber seine solide Leistung verhalf ihm zu Bekanntheit in Hollywood und machte andere Studios auf ihn aufmerksam.

### Veröffentlichung
Der Film wurde in den Vereinigten Staaten erstmals am 17. März 1932 veröffentlicht, in London im Vereinigten Königreich am 18. Mai 1932, in Australien am 18. Juni 1932 und im gesamten Vereinigten Königreich am 18. September 1932. Weitere Veröffentlichungen erfolgten in Österreich, dort unter dem Titel Liebes Affair, in Kanada, Rumänien, Russland, Spanien und in Venezuela.

## Kritik
Richard Cross schrieb auf der Seite 20/20 Movie Reviews, dass er sich den Film hauptsächlich angesehen habe, weil der junge Humphrey Bogart darin eine seiner ersten Hauptrollen gespielt habe. Es sei kein großartiger Film, der aber nach einem eher langsamen Beginn gut Fahrt aufnehme, aber mit nur 68 Minuten nicht wirklich lang genug sei, um sich lange vergnügen zu können. Bogart schaffe es nicht, in dieser zugegebenermaßen ziemlich faden Rolle hervorzustechen und zeige wenig von der Starqualität, die er weniger als zehn Jahre später zeigen sollte.
Jeff Stafford befasste sich bei Cinema Sojourns mit dem Film und führte aus, für die wenigen begabten Schauspieler, die zu Leinwandlegenden würden, sei der Weg zum Ruhm selten vorhersehbar und manchmal reines Glück. Ein anderes Mal gelinge es ihnen, ihr Handwerk und ihre Leinwandpersönlichkeit durch hart erarbeitete Erfahrung über Jahre hinweg zu verfeinern. Er könne sich für den letztgenannten Punkt kein besseres Beispiel vorstellen als Humphrey Bogart, der zwölf Filme gedreht habe (zwei davon Kurzfilme), bevor ihm seine Nebenrolle als brutaler Gangster Duke Mantee in Der versteinerte Wald (1936) seinen Durchbruch schaffte. Bogart habe offensichtlich echtes Talent und eine einzigartige Leinwandpräsenz, wie man bereits in seinen frühen Filmen sehen könne, bevor die Casting-Direktoren oder die Studios gewusst hätten, was sie mit ihm hätten anfangen sollen. Ein Beispiel dafür liefere besonders der Film Love Affair, in dem Bogart seine erste Hauptrolle spiele. In den Liebesszenen mit MacKaill sei die tolle Chemie zwischen beiden spürbar. Obwohl der Film mehr als ein formelhaftes romantisches Drama mit B-Budget gewesen sei, biete er dennoch eine fesselnde kleine Unterhaltung. Der Film sei in den Kinos zwar ein bescheidener Erfolg gewesen, aber kein Kassenschlager und habe auch nicht wesentlich zu Bogarts Karriere beigetragen. Potenzial sei bei dem späteren Star vorhanden gewesen und zudem mache es Spaß, einer Leinwandlegende in einem embryonalen Entwicklungsstadium zuzusehen.
Derek Winnert war der Meinung, dass Dorothy Mackaill in diesem Film der Pre-Code-Ära der frühen 1930er-Jahre ihre denkwürdigste Rolle an der Seite des damals noch wenig bekannten Humphrey Bogart gespielt habe. Diese weit überdurchschnittliche B-Film-Komödie sei sicherlich einen Blick wert, vielleicht wegen der temperamentvollen Dorothy Mackaill und des jungen, faltenlosen Bogey, der versuche, ein Star zu werden.
Frank Showalter gab dem Film auf der Seite Frank’s Movie Log 2½ von fünf möglichen Sternen und stellte abschließend fest, dass der Film – eine erfrischende Überraschung –  zu Ende gehe, ohne in eine idiotische Handlung abzudriften. Bogart schlag sich gut in seiner Rolle, aber Mackaill trage den Film mit ihrem beachtlichen Charisma.
Die spätere Redaktionskritik von Cinema erschöpfte sich in dem Satz: „Trotz Bogey eine ziemlich müde Nummer.“